# Johnny Otis
Johnny Otis (ur. jako Ioannis Alexandros Veliotes 28 grudnia 1921 w Vallejo, zm. 17 stycznia 2012 w Altadenie) – amerykański wokalista, multiinstrumentalista, kompozytor, bandlider, producent płytowy, odkrywca talentów oraz kaznodzieja pochodzenia greckiego. Nosił miano „Ojca chrzestnego rhythm and bluesa”, był także pionierem rock and rolla.

## Życiorys
Jego rodzicami byli emigranci z Grecji. Ojciec – Alexandros J. Veliotes, był pracownikiem portowym na półwyspie Mare Island w kalifornijskim Vallejo oraz właścicielem sklepu spożywczego w Berkeley. Matka - Irene z d. Kiskakis, zajmowała się malarstwem. Miał dwoje młodszego rodzeństwa: siostrę – Dorothy i brata – Nicholasa Alexandra, który został dyplomatą, piastując stanowisko ambasadora Stanów Zjednoczonych w Jordanii i Egipcie.
Dorastał w Berkeley w okolicy, którą w większości zamieszkiwała ludność czarnoskóra. Chcąc się z nią zasymilować, jako nastolatek przyjął nazwisko „Otis” jako bardziej „murzyńskie”. W swojej biografii napisał: Już jako młody chłopak zdecydowałem, że skoro nasze społeczeństwo postanowiło, że ktoś musi być czarny albo biały, ja będę czarny. Również jako nastolatek zaczął grać na perkusji. Kupił ją, fałszując na czeku podpis ojca. Po roku nauki w szkole średniej zakończył edukację, żeby grać w grupach występujących w Berkely i okolicach. W 1939 dołączył do zespołu West Oakland House Rockers, który prowadził pianista „Count” Otis Matthews. Na początku lat 40. grał w orkiestrach swingowych, m.in. Serenaders trębacza Lloyda Huntera.
2 maja 1941 roku, mając dziewiętnaście lat, poślubił o rok młodszą Phyllis Latricię Walker, Afroamerykankę o korzeniach filipińskich. Znał ją od dzieciństwa. Mimo protestów matki, młodzi wyjechali z Kalifornii, żeby pobrać się w Reno w Nevadzie, gdzie małżeństwa ludzi różnych ras były wówczas legalne. Mieli czworo dzieci: dwóch synów – Johna „Shuggiego” i Nicholasa (obaj zostali muzykami) oraz dwie córki – Janice i Laurę. Wychowywali także Lucky'ego – syna Shuggiego i jego pierwszej żony – Mercy Fontenot, członkini grupy The GTOs.
W 1943 za radą Nata „Kinga” Cole’a i Jimmy’ego Witherspoona przeniósł się z rodziną do Los Angeles, żeby podjąć pracę w klubie The Albam w orkiestrze swingowej Rockets klarnecisty Harlana Leonarda. W 1945 właściciel The Albam zaproponował mu, żeby sformował swoją orkiestrę i prowadził ją jako klubową. Jeszcze w tym samym roku ukazał się na płycie jego pierwszy przebój, swingowy utwór Harlem Nocturne. Jego renoma jako perkusisty rosła i w tym czasie grywał jeszcze z wokalistą Wynoniem Harrisem (którego zespół sam powołał), pianistą i wokalistą Charlesem Brownem oraz saksofonistą Illinois Jacquetem. 7 września 1947 wraz ze swoją orkiestrą zagrał i zaśpiewał na trzecim dorocznym festiwalu Cavalcade of Jazz, który odbył się w parku rozrywki Wrigley Field w Los Angeles. W tym samym dniu wystąpili również big-band Woody’ego Hermana, The Valdés Orchestra, T-Bone Walker, Slim Gaillard, Sarah Vaughan, Joe Liggins and His Honeydrippers oraz grupy wokalne The Blenders i The Johnny Moore’s Three Blazers.
W 1948 razem z muzykiem R&B i promotorem Bardu Alim otworzył lokal The Barrelhouse w dzielnicy Watts. Był to pierwszy nocny klub w Los Angeles, w którym grano wyłącznie muzykę R&B. Zmniejszył skład zespołu i zaangażował wokalistów: Mela Walkera i Little Esther. Na nastoletnią Esther Mae Jones (późniejszą Esther Phillips) zwrócił uwagę, kiedy wygrała w jego klubie konkurs dla nieodkrytych talentów. Z nową formacją o nazwie: „California Rhythm and Blues Caravan” odbył wiele ogólnokrajowych tras koncertowych, stając się największą atrakcją muzyczną wśród publiczności afroamerykańskiej. W 1949 podpisał kontrakt z wytwórnią Savoy Records i jeszcze w tym samym roku jego trzy piosenki: Double Crossing Blues, Mistrustin’ Blues i Cupid’s Boogie, dotarły do pierwszego miejsca Top Ten, listy bestsellerów R&B branżowego tygodnika „Billboard”, a w sumie znalazło się na niej dziesięć utworów. Pierwsze miejsca na listach przebojów R&B osiągnęły także piosenki: Gee Baby i Mambo Boogie w 1951 oraz Sunset to Dawn w 1952. W utworze Mambo Boogie, wykorzystał kongi, marakasy, klawesy i saksofony grające w kubańskim stylu guajeo. Było to pierwsze w historii zarejestrowane mambo rhythm’n’bluesowe. Ponadto w swoich nowych utworach nie tylko śpiewał i grał na perkusji, ale dał się poznać także jako wibrafonista. W 1951 skomponował jedną ze swoich najbardziej znanych piosenek – balladę Every Beat of My Heart, nagraną rok później przez mało znaną grupę wokalną The Royals (później The Midnighters). W wykonaniu zespołu The Pips, który zaraz potem zmienił nazwę na „Gladys Knight & the Pips”, utwór ten trafił w 1963 na pierwsze miejsca billboardowych list przebojów R&B i Hot 100.
Od 1951 nagrywał już dla firmy Mercury. Wkrótce potem na jednym ze swoich konkursów dla nowych wykonawców odkrył śpiewającą trzynastolatkę – Ettę James. Był współautorem i producentem jej pierwszego przeboju The Wallflower (lub Dance with Me, Henry) z 1955. Również w 1955 zaczął pracę w rozgłośni KFOX, stając się jednym z najbardziej popularnych prezenterów radiowych w Los Angeles. Niedługo potem związał się również z telewizją. Przez osiem lat prowadził cotygodniowy program telewizyjny „The Johnny Otis Show”.
W 1955 również założył wytwórnię Ultra Records, która po wydaniu pięciu singli zmieniła nazwę na: Dig Records. Przedsięwzięcie okazało się niezbyt udane i dwa lata później podpisał kontrakt z potentatem płytowym Capitol. Odniósł sukces z zespołem The Johnny Otis Show, którego nazwa dała tytuł jego przedstawieniom, w których poza nim występowali wokaliści: Little Esther, Willie Mae Thornton, Marie Adams, Mel Walker i grupa wokalna The Robins. Z utworem Ma! He’s Making Eyes at Me powrócił także na listy przebojów, choć początkowo na brytyjskie. W kwietniu 1958 nagrał swoją najbardziej znaną piosenkę Willie and the Hand Jive. W tym samym roku utwór trafił na listy przebojów „Billboardu”. Zajął dziewiąte miejsce w zestawieniu Hot 100 i pierwsze na liście R&B. Sprzedał się w ponad półtoramilionowym nakładzie. Kolejnego tak wielkiego sukcesu nie było, więc w 1961 na krótko przeniósł się do wytwórni King, w której współpracował z Johnnym „Guitar” Watsonem.
W czasie kariery odkrył wielu sławnych później wykonawców rhythm’n’bluesowych i rock’n’rollowych, ww. Esther Phillips, „Big Mamę” Thornton, Ettę James i Marie Adams, oraz „Sugara Pie” DeSanto, Hanka Ballarda, Jackiego Wilsona i „Little Williego” Johna. Był również producentem kilku z najwcześniejszych nagrań Little Richarda. W 1958 nawiązał znajomość z Frankiem Zappą, który na okładce podwójnego albumu Freak Out! (1966), swojego zespołu The Mothers of Invention, umieścił go na liście nazwisk opatrzonej napisem: Ci ludzie w różny sposób wnieśli znaczący wkład w to, żeby nasza muzyka była taka, jaka jest. Proszę, nie miejcie im tego za złe. Ponadto jego wąsy i bródka pod dolną wargą dały początek charakterystycznemu zarostowi Zappy: Dobrze wyglądały na bluesmanie Johnnym Otisie, więc i ja takie zapuściłem. Natomiast jego syn – „Shuggie” wziął udział w nagraniu płyty Zappy Hot Rats (1969).
W 1970 pojawił się z The Johnny Otis Show na festiwalu jazzowym w kalifornijskim Monterey. W jego zespole wystąpili m.in. Esther Phillips, saksofonista Eddie „Cleanhead” Vinson, gitarzyści – jego syn Shuggie i  Pee Wee Crayton, pianista i wokalista Ivory Joe Hunter oraz puzonista i wokalista Gene „The Mighty Flea” Conners. W 1970 wytwórnia Epic wydała dwupłytowy album koncertowy The Johnny Otis Show Live at Monterey!. Fragment występu wykorzystał Clint Eastwood w swoim filmie Zagraj dla mnie „Misty”. W latach 70. znacząco ograniczył trasy koncertowe. Założył swoją kolejną wytwórnię płytową – Blues Spectrum i wydał serię trzynastu albumów pt. Great Rhythm & Blues Oldies, firmowanych nazwiskami takich wykonawców R&B z lat 50. jak Louis Jordan, Charles Brown, Big Joe Turner, Pee Wee Crayton, Joe Liggins, Gatemouth Moore, Roy Milton, Amos Milburn, Eddie „Cleanhead” Vinson i Richard Berry. Trzy z nich ukazały się pod jego szyldem.
W latach 80. prowadził cotygodniową audycję radiową w rozgłośni KPFK w Los Angeles. Prezentował w niej płyty oraz przeprowadzał wywiady ze znanymi artystami R&B. Zaczął regularnie nagrywać i występować ze swoimi synami – „Shuggiem” i perkusistą Nickym. Jego wydany w 1981 album The New Johnny Otis Show with Shuggie Otis otrzymał otrzymał nominację do Nagrody Grammy.
Z południowej Kalifornii przeprowadził się z rodziną w 1989 do położonego bardziej na północ Sebastopola, miasteczka znanego z uprawy jabłek i śliwek. Wtedy wraz z żoną on również zajął się prowadzeniem sadu przy zastosowaniu metod ekologicznych. Nadal miał swój cotygodniowy program radiowy, który z niedalekiego Berkeley nadawała siostrzana dla KPFK rozgłośnia – KPFA. W następnej dekadzie odbył szereg tournées w Stanach Zjednoczonych i Europie. W 1990 i 2000 był główną gwiazdą San Francisco Blues Festival. W 1992 wydał album Spirit of the Black Territory Bands, który rok później jako drugi w jego dorobku został nominowany do Nagrody Grammy.
Od 1993 do 1985 prowadził w Sebastopolu, założony przez siebie, The Johnny Otis Market & Deli, nieduży sklep spożywczo–delikatesowy i zarazem okazjonalny lokal rozrywkowy. Raz w tygodniu występował w nim przy pełnej sali ze swoim zespołem, w którym grywali także jego wnukowie: Lucky na gitarze basowej i Eric na rytmicznej. Koncerty transmitowała rozgłośnia KPFA. Działalność radiową zakończył w 2005 z powodu pogarszającego się stanu zdrowia.
W 2008 jeszcze raz zmienił miejsce zamieszkania, przenosząc się z powrotem do południowej Kalifornii – do Altadeny w dolinie San Gabriel. Zmarł tam w swoim domu. Miał 90 lat. Został pochowany na lokalnym cmentarzu mauzoleum Mountain View.

## Działalność pozamuzyczna
W latach 60. przez pewien okres zajmował się polityką. Kandydował bez powodzenia do Zgromadzenia Stanowego Kalifornii. Następnie pełnił funkcję zastępcy szefa gabinetu członka zgromadzenia – Mervyna Dymally’ego, późniejszego kongresmana z Partii Demokratycznej.
w 1978 założył w swoim domu w dzielnicy West Adams w południowym Los Angeles bezwyznaniowy The Landmark Community Gospel Church i został jego pastorem. Wygłaszał kazania, w których często nawiązywał do problemu równości rasowej, której był orędownikiem. Prowadził również chór kościelny i wspomagającą go sekcję rytmiczną. Grał w niej na organach. W chórze nierzadko śpiewali słynni wokaliści m.in. Esther Phillips. The Landmark Church zakończył działalność w 1998.
Ponadto zajmował się malarstwem i rzeźbą. Napisał także dwie książki. Pierwsza z nich – autobiograficzna Listen to the Lambs, powstała pod wpływem zamieszek rasowych, mających miejsce w dzielnicy Watts w 1965. Została wydana w 1968 przez University of Minnesota Press (ISBN 978-0816665310). Druga – Upside Your Head! – Rhythm and Blues on Central Avenue zawiera jego wspomnienia, refleksje i pięćdziesięcioletnie obserwacje sceny muzycznej w Los Angeles. Książka ukazała się w 1993 nakładem Wesleyan University Press (ISBN 978-0819562876).

## Wybrana dyskografia
- 1957 Johnny Otis – Rock 'n Roll Hit Parade – Volume 1 (Dig Records)
- 1968 Cold Shot! – The Johnny Otis Show Featuring Mighty Mouth Evans & Shuggie Otis (Kent Records)
- 1969 Snatch and the Poontangs (Kent)
- 1970
  - The Johnny Otis Show Live at Monterey! (Epic) – 2 LP
  - Guitar Slim Green with Johnny and Shuggie Otis – Stone Down Blues (Kent)
  - The Johnny Otis Show – Cuttin’ Up (Epic)
- 1973 Great Rhythm & Blues Oldies – Volume 3 – Johnny Otis (Blues Spectrum Records)
- Kings of Rock’n’Roll – Johnny Otis (EMI/Capitol)
- 1977
  - Great Rhythm & Blues Oldies – Volume 8 – Johnny Otis (Blues Spectrum)
  - Great Rhythm & Blues Oldies – Volume 13 – Johnny Otis (Blues Spectrum)
- 1981 The New Johnny Otis Show with Shuggie Otis (Alligator)
- 1984 Johnny Otis! Johnny Otis! – The 1984 Johnny Otis Show (Hawk Sound Records)
- 1986 Otisology (Kent)
- 1992 Johnny Otis and His Orchestra – Spirit of the Black Territory Bands (Arhoolie Records)
- 1995 Johnny Otis & Delmar Evans – Great Rhythm & Blues (Fat Boy Records)
- 1998 The Greatest Johnny Otis Show (Ace Records)
- 2001 Johnny Otis – The Godfather of Rythm & Blues & The R&B Caravan, Vol. 1/1945–1950 (EPM Online) – CD, kompilacja
- 2003 Johnny Otis – The Godfather of Rythm & Blues & The R&B Caravan, Vol. 2/1950–1952 (EPM Online) – CD, kompilacja

Zestawienie wg dat wydania płyt

## Upamiętnienie
- 1994 Wprowadzenie do Panteonu Sław Rock and Rolla (The Rock and Roll Hall of Fame)[8]
- 2000 Wprowadzenie do Panteonu Sław Bluesa (The Blues Hall of Fame)
- 2017 Wprowadzony do Narodowego Panteonu Sław Narodowego Rhythm an Bluesa (The National Rhythm & Blues Hall of Fame)